# ICC Champions Trophy 2009
Die ICC Champions Trophy 2009 wurde vom 22. September bis zum 5. Oktober 2009 in Südafrika ausgetragen. Es war die sechste Champions Trophy im ODI-Cricket, die vom Weltverband International Cricket Council (ICC) organisiert wird. Abweichend vom gewöhnlichen Zweijahreszeitraum wurde sie drei Jahre nach der vorhergehenden ICC Champions Trophy 2006 ausgetragen. Ursprünglich sollte das Turnier im Oktober 2008 in Pakistan ausgetragen werden, aufgrund von Sicherheitsbedenken wurde es jedoch um ein Jahr verschoben und an Südafrika vergeben. Außerdem war es nach dem Cricket World Cup 2003 und der ICC World Twenty20 2007 das dritte wichtige Cricketturnier in Südafrika.
Die damals acht besten Cricket-Nationalmannschaften der ICC ODI Championship nahmen an der ICC Champions Trophy 2009 teil: Australien, England, Indien, Neuseeland, Pakistan, Sri Lanka, Südafrika und die West Indies. Die Mannschaften wurden in zwei Gruppen zu je vier Teams eingeteilt, wobei jedes einmal gegen die anderen der Gruppe antrat. Die zwei besten Mannschaften jeder Gruppe qualifizierten sich für das Halbfinale, dessen Gewinner im Finale aufeinandertrafen.
Australien, England, Neuseeland und Pakistan erreichten das Halbfinale. Australien besiegte England und Neuseeland Pakistan, wodurch die beiden ozeanischen Mannschaften im Finale aufeinandertrafen. Der Titelverteidiger Australien besiegte im Finale im SuperSport Park in Centurion Neuseeland mit sechs Wickets und gewann so seine zweite Champions Trophy. Der Gastgeber Südafrika schied bereits in der Vorrunde aus.

## Vergabe
Ursprünglich sollte das Turnier vom 11. bis zum 28. September 2008 in den pakistanischen Städten Lahore und Karatschi stattfinden. Der ICC verschob das Turnier aufgrund von Sicherheitsbedenken mehrerer Verbände; am 24. Juli 2008 kündigte der ICC an, das das Turnier dennoch in Pakistan ausgetragen werden solle, trotz Bedenken von Spielern aus Australien, England, Südafrika und Neuseeland vor einem Besuch in dem Land. Am 22. August 2008 kündigte Südafrika an, das es aufgrund von Sicherheitsbedenken nicht an der Champions Trophy in Pakistan teilnehmen werde. Zwei Tage später, am 24. August 2008, nach Spekulationen, dass das Turnier in einem anderen Land ausgetragen werden könnte (in England, Sri Lanka oder Südafrika), kündigte der ICC an, dass das Turnier in den Oktober 2009 verschoben wurde.
Auf seiner Sitzung im Februar 2009 beschloss der Ausführende Rat des ICC, Pakistan von seinen Gastgeberrechten für die ICC Champions Trophy zu entbinden. Zu diesem Zeitpunkt war Sri Lanka der bevorzugte Ersatzgastgeber. Im März 2009 empfahl das Exekutivkomitee der Geschäftsleitung des ICC, das Turnier an Südafrika zu vergeben, da es Befürchtungen gab, das aufgrund des Wetters in Sri Lanka im September und Oktober zu viele Spiele wegen Regens ausfallen könnten. Die Geschäftsleitung des ICC stimmte diesem Vorschlag zu und so wurde das Turnier vom 22. September bis zum 5. Oktober 2009 in Südafrika anberaumt. Wanderers Stadium und SuperSport Park, die beide bei Johannesburg liegen, wurden als Austragungsorte für das Turnier angekündigt. Zusammen mit dem Cricket World Cup 2003 und der World Twenty20 2007 war dies eines von drei internationalen Cricketturnieren, die Südafrika in den 2000er Jahren austrug.

## Teilnehmer
Erstmals qualifizierten sich nur die ersten acht Mannschaften der ICC ODI Championship für die ICC Champions Trophy 2009: Australien, England, Indien, Neuseeland, Pakistan, Sri Lanka, Südafrika und die West Indies. Bangladesch und Simbabwe konnten sich wegen ihren niedrigeren Plätzen in der ICC ODI Championship nicht für die ICC Champions Trophy 2009 qualifizieren. Außerdem nahm kein assoziiertes Mitglied an dem Turnier teil.

Teilnehmende Länder der ICC Champions Trophy 2009; insgesamt zehn Teams nahmen teil.
Qualifiziert durch die ODI-Rangliste
Nicht Qualifiziert
Keine Teilnahme

| Land        | Qualifikationsgrundlage          | Turnierteilnahme | Letztmalige Teilnahme | Bestes Ergebnis |
| ----------- | -------------------------------- | ---------------- | --------------------- | --------------- |
| Australien  | ODI-Rangliste zum 1. August 2009 | Sechste          | 2006                  | Sieger (2006)   |
| England     | ODI-Rangliste zum 1. August 2009 | Sechste          | 2006                  | Finalist (2004) |
| Indien      | ODI-Rangliste zum 1. August 2009 | Sechste          | 2006                  | Sieger (2002)   |
| Neuseeland  | ODI-Rangliste zum 1. August 2009 | Sechste          | 2006                  | Sieger (2000)   |
| Pakistan    | ODI-Rangliste zum 1. August 2009 | Sechste          | 2006                  | 3. Platz (2000) |
| Sri Lanka   | ODI-Rangliste zum 1. August 2009 | Sechste          | 2006                  | Sieger (2002)   |
| Südafrika   | ODI-Rangliste zum 1. August 2009 | Sechste          | 2006                  | Sieger (1998)   |
| West Indies | ODI-Rangliste zum 1. August 2009 | Sechste          | 2006                  | Sieger (2004)   |

## Austragungsorte
Die Spiele wurden in zwei südafrikanischen Stadien ausgetragen. Insgesamt wurden 15 Partien während der ICC Champions Trophy 2009 ausgetragen, darunter die zwei Halbfinals und das Finale.
| SuperSport Park |

| Wanderers Stadium |

| SuperSport Park |

| Wanderers Stadium |

## Format
Die ICC Champions Trophy 2009 wurde über 14 Tage zwischen acht verschiedenen Mannschaften über 15 Spiele ausgetragen. Sie begann am 22. September 2009 im SuperSport Park in Centurion mit dem Eröffnungsspiel zwischen dem Gastgeber Südafrika und Sri Lanka. Das Turnier endete am 5. Oktober im denselben Stadion mit dem Finale zwischen Australien und Neuseeland, wobei Australien die ICC Champions Trophy verteidigte.

### Spielplan
Die nachfolgende Tabelle zeigt das tägliche Programm der ICC Champions Trophy 2009. Dabei steht ein zyanblaues Kästchen für die Vorrunde, ein grünes Kästchen für Finalrundenspiele und ein gelbes Kästchen für das Finale.
| Vorrunde September | Di. 22. | Mi. 23. | Do. 24. | Fr. 25. | Sa. 26. | So. 27. | Mo. 28. | Di. 29. | Mi. 30. |
| ------------------ | ------- | ------- | ------- | ------- | ------- | ------- | ------- | ------- | ------- |
| Gruppe A           |         | 1       |         |         | 2       |         | 1       |         | 2       |
| Gruppe B           | 1       |         | 1       | 1       |         | 2       |         | 1       |         |
| Finalrunde Oktober | Do. 1.  | Fr. 2.  | Sa. 3.  | So. 4.  | Mo. 5.  |         |         |         |         |
| Finalrunde         |         | 1       | 1       |         | 1       |         |         |         |         |

| Farblegende |
| Vorrunde    |
| Finalrunde  |
| Finale      |

### Gruppen
| Gruppe A                               | Gruppe B                               |
| -------------------------------------- | -------------------------------------- |
| Australien Indien Pakistan West Indies | England Neuseeland Sri Lanka Südafrika |

### Vorrunde
Die Champions Trophy 2009 wurde zwischen acht Nationalmannschaften ausgespielt. Für die Vorrunde wurden die Mannschaften in zwei Gruppen zu je vier Mannschaften eingeteilt. In welche Gruppe jede Mannschaft eingeteilt wurde, wurde in der Auslosung festgelegt. Jede Mannschaft bestritt ein Spiel gegen jede andere seiner Gruppe. Für einen Sieg gab es zwei Tabellenpunkte, für ein Unentschieden oder No Result einen Punkt, für eine Niederlage keinen Punkt. Hatten zwei Mannschaften dieselbe Anzahl an Tabellenpunkten, wurde der Tabellenrang anhand der Net Run Rate, gefolgt von der Net Bowl Rate und dem direkten Vergleich ermittelt.
Am Ende der Vorrunde qualifizierten sich die jeweils beiden besten einer Gruppe für die Finalrunde.

### Finalrunde
Ab dieser Phase nahm das Turnier ein K.-o.-System an. Jedes Spiel musste zwingend mit einem Sieg enden. Gab es nach beiden Innings keinen Sieger, wurde das Spiel durch ein Super Over entschieden.

## Turnier

### Vorrunde
Tabellen
| Gruppe A    | Sp. | S | N | NR | P | NRR    |
| ----------- | --- | - | - | -- | - | ------ |
| Australien  | 3   | 2 | 0 | 1  | 5 | +0.510 |
| Pakistan    | 3   | 2 | 1 | 0  | 4 | +0.999 |
| Indien      | 3   | 1 | 1 | 1  | 3 | +0.290 |
| West Indies | 3   | 0 | 3 | 0  | 0 | −1.537 |

| Gruppe B   | Sp. | S | N | NR | P | NRR    |
| ---------- | --- | - | - | -- | - | ------ |
| Neuseeland | 3   | 2 | 1 | 0  | 4 | +0.782 |
| England    | 3   | 2 | 1 | 0  | 4 | −0.487 |
| Sri Lanka  | 3   | 1 | 2 | 0  | 2 | −0.085 |
| Südafrika  | 3   | 1 | 2 | 0  | 2 | −0.177 |

Spiele
| 22. September | Centurion | Sri Lanka 319-8 (50)                        | - | Südafrika 206-7 (37.4) |
|               |           | Sri Lanka gewinnt mit 55 Runs (D/L-Methode) |   |                        |

| 23. September | Johannesburg | West Indies 133 (34.3)         | - | Pakistan 134-5 (30.3) |
|               |              | Pakistan gewinnt mit 5 Wickets |   |                       |

| 24. September | Centurion | Neuseeland 214 (47.5)           | - | Südafrika 217-5 (41.1) |
|               |           | Südafrika gewinnt mit 5 Wickets |   |                        |

| 25. September | Johannesburg | Sri Lanka 212 (47.3)          | - | England 213-4 (45) |
|               |              | England gewinnt mit 6 Wickets |   |                    |

| 26. September | Johannesburg | Australien 275-8 (50)          | - | West Indies 225-9 (46.5) |
|               |              | Australien gewinnt mit 40 Runs |   |                          |

| 26. September | Centurion | Pakistan 302-9 (50)          | - | Indien 248 (44.5) |
|               |           | Pakistan gewinnt mit 54 Runs |   |                   |

| 27. September | Johannesburg | Neuseeland 315-7 (50)          | - | Sri Lanka 277 (46.4) |
|               |              | Neuseeland gewinnt mit 38 Runs |   |                      |

| 27. September | Centurion | England 323-8 (50)          | - | Südafrika 301-9 (50) |
|               |           | England gewinnt mit 22 Runs |   |                      |

| 28. September | Centurion | Australien 234-4 (42.3)  | - | Indien |
|               |           | No Result (Regenabbruch) |   |        |

| 29. September | Johannesburg | England 146 (43.1)               | - | Neuseeland 147-6 (27.1) |
|               |              | Neuseeland gewinnt mit 4 Wickets |   |                         |

| 30. September | Centurion | Pakistan 205-6 (50)              | - | Australien 206-8 (50) |
|               |           | Australien gewinnt mit 2 Wickets |   |                       |

| 30. September | Johannesburg | West Indies 129 (36)         | - | Indien 130-3 (32.1) |
|               |              | Indien gewinnt mit 7 Wickets |   |                     |

### Halbfinale
Centurion
| 2. Oktober | England 257 (47.4)               | - | Australien 258-1 (41.5) |
|            | Australien gewinnt mit 9 Wickets |   |                         |

Johannesburg
| 3. Oktober | Pakistan 233-9 (50)              | - | Neuseeland 234-5 (47.5) |
|            | Neuseeland gewinnt mit 5 Wickets |   |                         |

### Finale
Centurion
| 5. Oktober | Neuseeland 200-9 (50)            | - | Australien 206-4 (45.2) |
|            | Australien gewinnt mit 6 Wickets |   |                         |

## Statistiken

Ergebnis der ICC Champions Trophy 2009:
Sieger
Finalist
Halbfinalteilnahme
In der Gruppenphase ausgeschieden
Keine Teilnahme

Während des Turniers wurden folgende Statistiken erzielt.
| ODIs             | ODIs       | ODIs    | ODIs    | ODIs    | ODIs    | ODIs    | ODIs    | ODIs    |
| Batting          | Batting    | Batting | Batting | Batting | Batting | Batting | Batting | Batting |
| Spieler          | Mannschaft | Spiele  | Innings | Runs    | Average | HS      | 100s    | 50s     |
| ---------------- | ---------- | ------- | ------- | ------- | ------- | ------- | ------- | ------- |
| Ricky Ponting    | Australien | 5       | 5       | 288     | 72,00   | 111*    | 1       | 2       |
| Shane Watson     | Australien | 5       | 5       | 265     | 88,33   | 136*    | 2       | 0       |
| Graeme Smith     | Südafrika  | 3       | 3       | 206     | 68,66   | 141     | 1       | 1       |
| Paul Collingwood | England    | 4       | 4       | 202     | 50,50   | 82      | 0       | 1       |
| Mohammad Yousuf  | Pakistan   | 4       | 4       | 200     | 50,00   | 87      | 0       | 1       |
| Bowling          |            |         |         |         |         |         |         |         |
| Spieler          | Mannschaft | Spiele  | Overs   | Wickets | Average | BBI     | 5W      | 10W     |
| Wayne Parnell    | Südafrika  | 3       | 28.0    | 11      | 17,81   | 5/57    | 1       | 0       |
| Stuart Broad     | England    | 3       | 28.1    | 10      | 15,50   | 4/39    | 0       | 0       |
| Kyle Mills       | Neuseeland | 5       | 48.1    | 9       | 22,88   | 3/27    | 0       | 0       |
| Saeed Ajmal      | Pakistan   | 4       | 30.5    | 8       | 14,62   | 2/16    | 0       | 0       |
| Ashish Nehra     | Indien     | 3       | 26.0    | 8       | 15,50   | 4/55    | 0       | 0       |